# Kříž svatého Jiří

Jednoduchý svatojiřský kříž

Kříž svatého Jiří či Svatojiřský kříž je červený kříž v bílém poli. Kříž je symbolem mučedníka svatého Jiří. Nejznámější zpodobnění je na vlajce Anglie, a je také součástí vlajky Velké Británie (tzv. Union Jack).

## Historie
Když papež Urban II. vyhlásil roku 1095 první křížovou výpravu, stanovil, aby se účastníci (křižáci), označovali křížem sv. Jiří, tj. červeným křížem v bílém poli. Svatý Jiří byl rovněž ve středověku velmi oblíbeným světcem zejména mezi šlechtou a rytíři. To vše vedlo k užití svatojiřského kříže v heraldice v různých křesťanských zemích. Známý kříž svatého Jiří se vyskytuje na vlajce Anglie, jejímž patronem je svatý Jiří. Přes ni se stal součástí vlajky Spojeného království.
Využití svatojiřského kříže na městských i zemských vlajkách sahá pravděpodobně až do doby, kdy byzantská armáda udržovala v Janově svou posádku. Standarta této posádky (červený kříž na bílém poli) byla věnována kapli svatého Jiří v Janově, a od té doby se používá jako znak a vlajka Janova. V roce 1190 získalo anglické loďstvo za vyrovnávací roční poplatek Janovské republice svolení plout pod janovskou vlajkou. Tím byli Angličané ve Středozemním moři chráněni před útoky janovského námořnictva a v Černém moři od nájezdů pirátů.

## Užití svatojiřského kříže
Vlajky: Anglie, Gruzie, (na základě jeruzalémského kříže), Malta, Janov (oba i ve znaku), Brušperk, válečné námořní vlajky Velké Británie a Indie.
Městské znaky: Almería, Barcelona, Batalha, Freiburg im Breisgau, Koblenz, Lincoln, City of London, Milán, Montréal, Padova, Svatý Jiří (okres Ústí nad Orlicí), York.
Další znaky: Diecéze trevírská, Arcidiecéze paderbornská, Diecéze kostnická, kanadské provincie Alberta, Manitoba a Ontario.
Řády: Jiřího kříž, ruský Řád sv. Jiří, Řád červené orlice, Řád sv. Michala a sv. Jiří, Podvazkový řád.
Sport: S odkazem na městské znaky převzaly do svých emblémů kříž sv. Jiří rovněž sportovní kluby AC Milán a FC Barcelona.

## Galerie

Vlajka Anglie
Vlajka Janova
Vlajka Milána
Vlajka Gruzie
Znak města Milán
Znak londýnské City
Původní znak FC Barcelona